# Alquequengi
L’alquequengi, bufeta o bufeta de gos (Physalis alkekengi) és una planta herbàcia vivaç del gènere Physalis pertanyent a la família de les solanàcies. És present a Europa central i sud-oriental, Àsia occidental i zones temperades de l'Amèrica del Sud i Central. A la península Ibèrica s'estén per la meitat oriental i fins al sud de Portugal, així com a les Balears, de forma dispersa. A Catalunya se'n pot trobar arreu del territori encara que és poc freqüent.
L'alquequengi és també popularment conegut com a alicàcabi, bosses, bosses de pastor, bosses vermelles, bufeta de ca, ceroses, fesol bord, fesol de gos, metes de burra, orval, orval arbret, orval fi, tomaquera borda, tomata d'hivern, tomàtic d'hivern, tomàtics d'Amèrica i tomàtiga borda, etc.
El terme Physalis prové del grec phusa, que significa "bufeta" (va ser Dioscòrides Pedaci qui la va batejar com phusalis); el romans la denominaven halicacabum, d'aquí el nom català "alicàcabi". En llatí rep el nom de vesicaria i pels àrabs era anomenada alkakengi, mot del qual deriva el seu epítet específic.

## Ecologia
Creix en sòls calcaris i pedregosos en vinyes, horts, boscos i terraplens, fins a 1.500 m d'altitud. El seu clima idoni és el càlid-temperat, preferiblement les zones d'ombra. Floreix des de juny fins a finals d'estiu i tot seguit apareixen els fruits, que resten a la planta durant l'hivern.

## Morfologia
L'alquequengi compleix la forma vital de Raunkjaer anomenada hemicriptòfit.

### Òrgans vegetatius
És una planta herbàcia de tija erecta, simple o ramificada a la base i que pot arribar a fer 60 cm. Rel fasciculada amb tubercles radicals que són arrels engruixides i carregades de nutrients. Les fulles (40-150 x 20-80 mm) són ovades, lleugerament acuminades, truncades o àmpliament cuneades, enteres, pubescents i sinuades. Tenen textura membranosa essent fines i translúcides i es disposen de forma oposada.

### Òrgans reproductors
La seva inflorescència és cimosa, de tipus monocasi, les flors són hermafrodites. El calze és inflat, de color ataronjat o vermell i la corol·la rotàcia amb cinc pètals amples soldats per la base, de color blanquinós. L'androceu és constituït per estams exserts, les anteres són grogues, dehiscents longitudinalment. El gineceu és constituït per flor perígina. Els fruits són unes baies de color vermell o carabassa, simples, indehiscents i carnosos; contenen les llavors.

## Farmacologia

### Part utilitzada
Se n'utilitzen els fruits i les fulles, aquestes darreres deixades assecar lentament a l'ombra. En veritat, a excepció de l'arrel tota la planta és medicinal, ja que també se'n coneixen algunes aplicacions per a la tija.

### Usos medicinals
El contingut en vitamina C de Physalis alkekengi, superior al que hom ha trobat en la llimona, m'explica l'efecte diürètic suau i uricosúric (fa acréixer l'eliminació d'àcid úric), possiblement a causa de la fisalina. Les pectines que conté contribueixen al bon funcionament intestinal. Les seves fulles i tija poden ser utilitzades com a tònics generals després de processos febrils.

### Accions farmacològiques i propietats
Depurativa, desintoxicant, diürètica i laxant. El seu fruit és usat popularment en casos d'artritis, gota i càlculs renals.

### Toxicitat
En dosis elevades els fruits poden provocar diarrea. A persones especialment sensibles, una dosi elevada els pot provocar malestar gàstric i restrenyiment. Cal tenir en compte que les beines verdes són tòxiques.

## Altres usos

### Cuina
El fruit de l'alquequengi té gust agredolç, molt suau i agradable al paladar, fa que es pugui fer servir a l'art culinari. És usada en tota mena de plats, tant crus com condimentats. La forma de consum més coneguda és, sens dubte, com a acompanyament de postres i delicadeses de rebosteria. Actualment, tot i que la seva floració és entre primavera i estiu, se'n pot trobar al mercat tot l'any. Un dels usos principals de l'alquequengi és la preparació de melmelades. En alguns llocs d'Espanya se'n fa un vi amb fama de curatiu.

### Jardineria
Com a planta ornamental, en la jardineria gaudeix d'un gran reconeixement. És una planta de bellesa impactant a causa dels seus bonics calzes d'intens color vermell en forma de cor, que contrasten amb la simplicitat de les seves fulles de color verd intens.

### Conreu
L'extracte d'alquequengi en alcohol metílic preparat a partir de les fulles té un efecte inhibidor provat sobre diverses plagues d'insectes que solen atacar conreus de plantes com ara el tomàquet i el tabac, efecte degut a èsters glicosídics com per exemple la fisalina.

## Galeria d'imatges

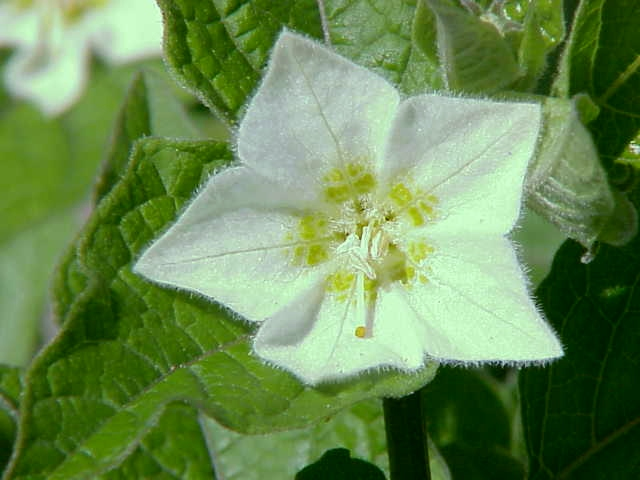
Flor
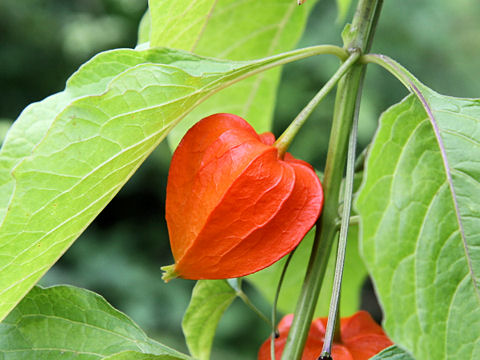
Calze vermell
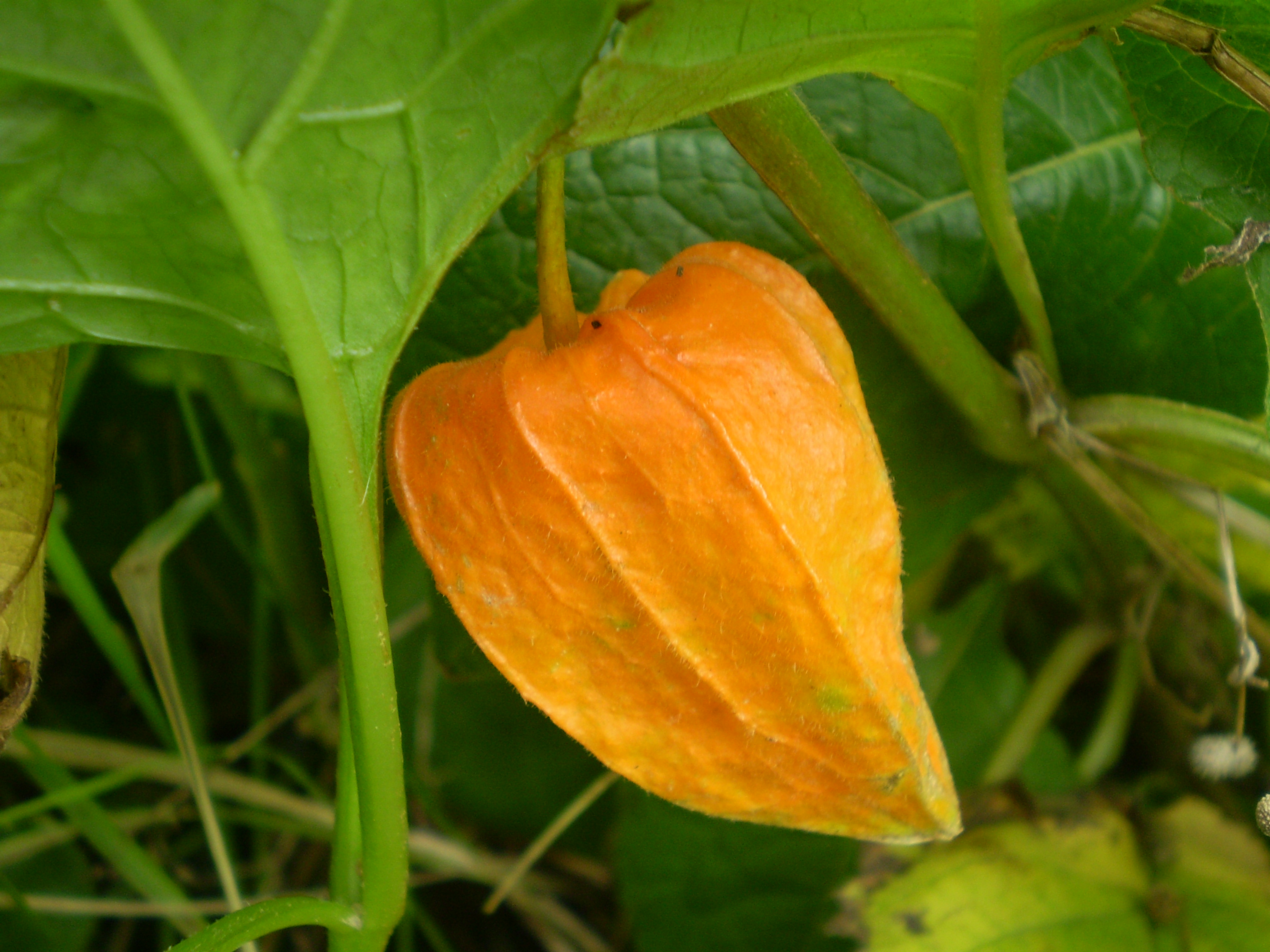
Calze ataronjat
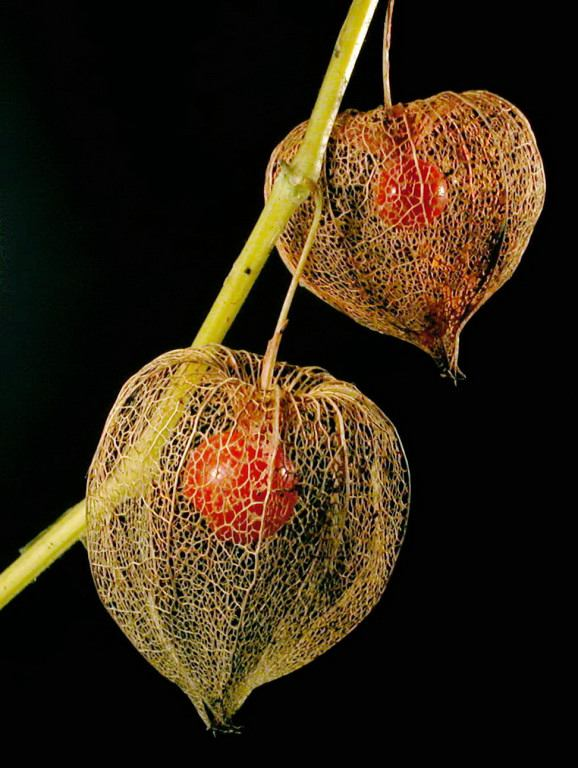
Fruits d'alquequengi durant el mes d'octubre
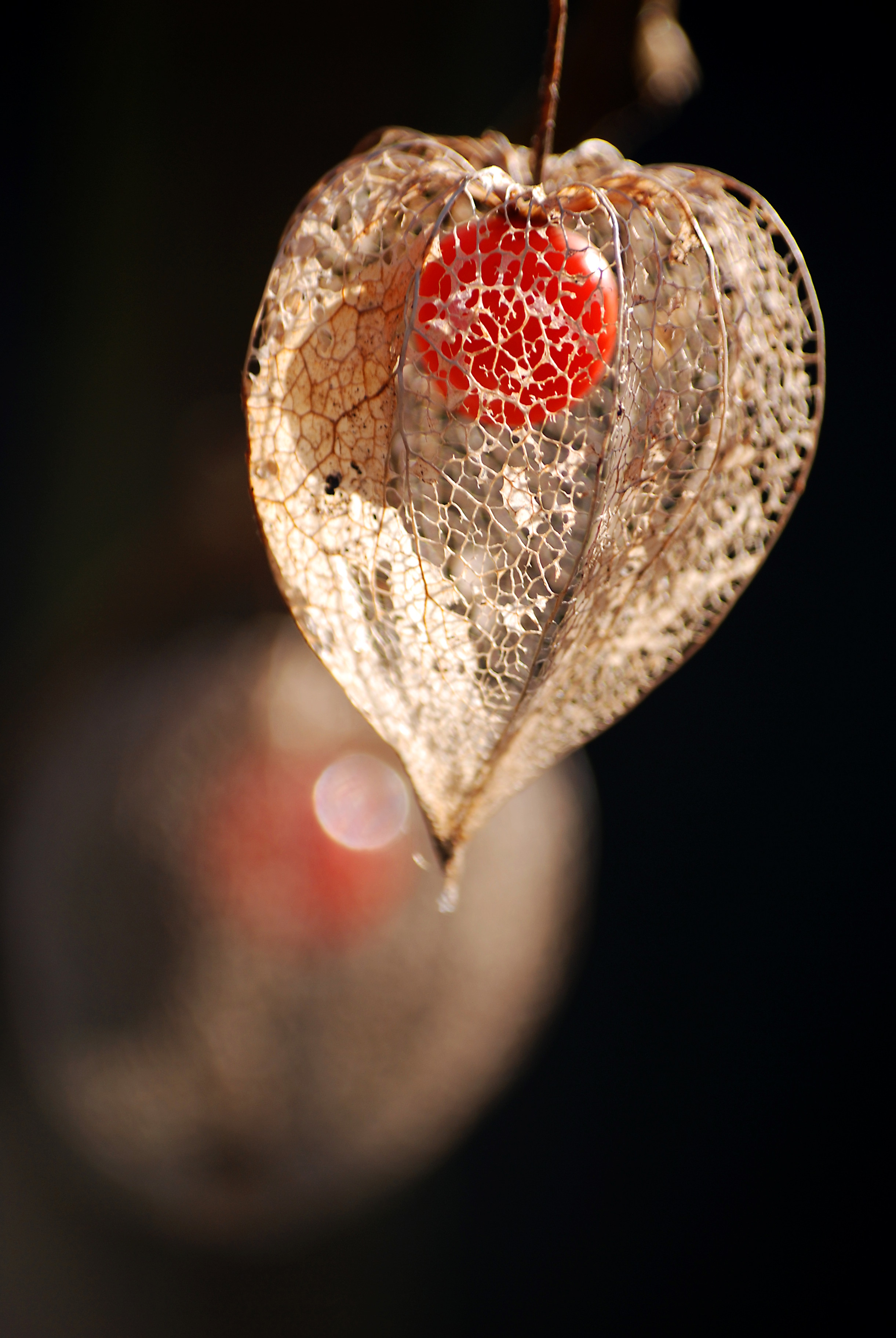
Fruit
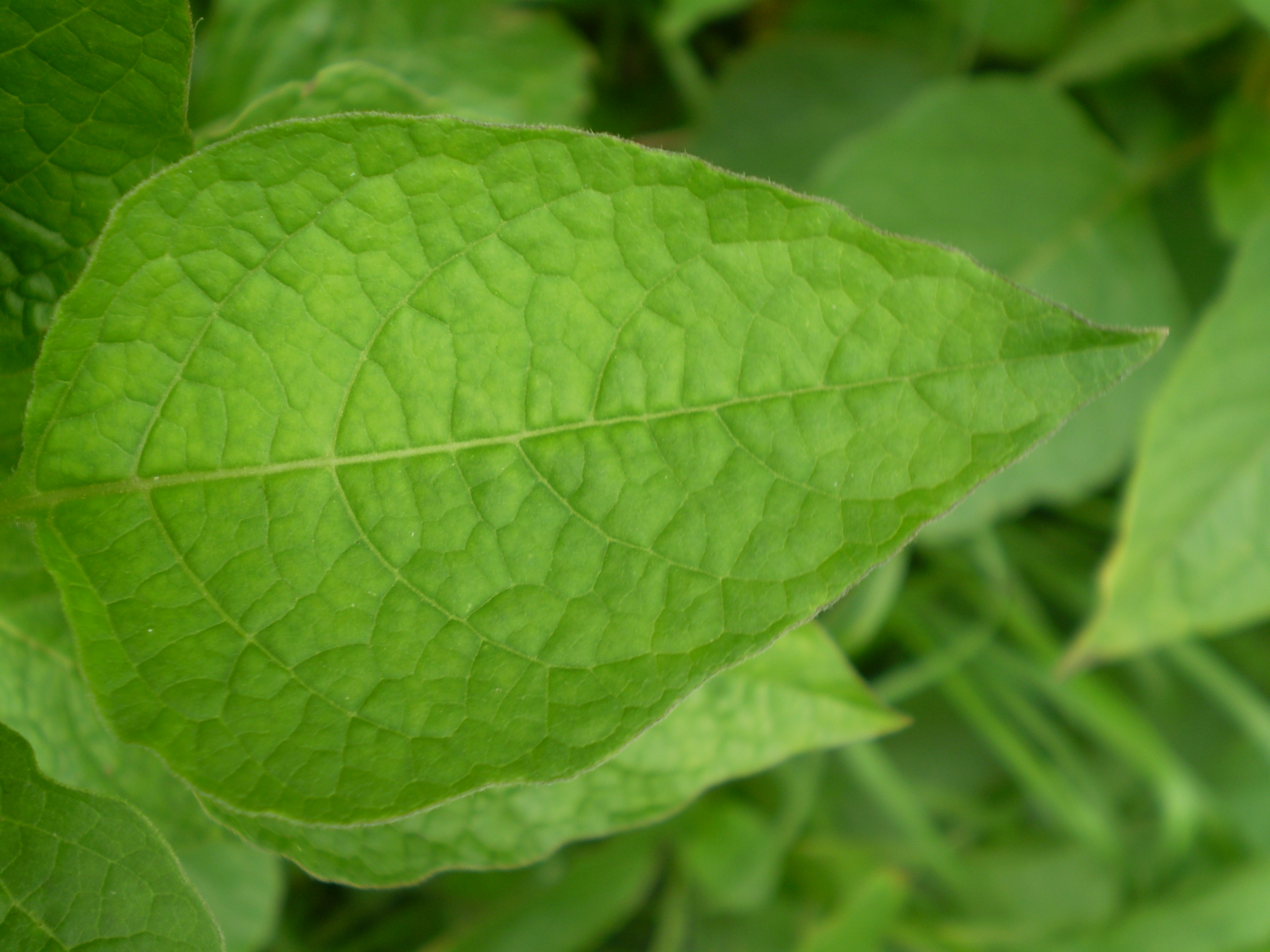
Fulla en detall